# Henryk Grossmann
Pour les articles homonymes, voir Grossmann.
Henryk Grossmann (14 avril 1881 - 24 novembre 1950) était un économiste et un historien marxiste germano-polonais.

## Biographie
Il naît à Cracovie, ville qui fait alors partie de la Galicie autrichienne, dans une famille juive relativement prospère. Il fit des études de droit et d'économie à Cracovie et à Vienne.
Grossmann rejoignit le mouvement socialiste vers 1898 en devenant membre du Parti social-démocrate de Galicie (GPSD), parti qui devint ensuite Parti social-démocrate polonais (PPSD). Il apprit le yiddish et fut un des fondateurs en 1905 du Parti social-démocrate juif de Galicie (JSDP). Le JSDP prit des positions proches du Bund et finit par rompre avec le PPSD sur la question de l'assimilation des Juifs à la culture polonaise à laquelle Grossmann était opposé. En 1908, Henryk Grossmann partit à Vienne suivre les cours de l'économiste marxiste Carl Grünberg et laissa de côté le rôle prépondérant qu'il jouait au sein du JSDP, bien qu'il continua à faire partie du comité exécutif jusqu'en 1911.
Après la destruction de l'empire austro-hongrois à la fin de Première Guerre mondiale, Grossmann devint économiste en Pologne et devint membre du Parti communiste de Pologne.
Entre 1922 et 1925, il fut professeur d'économie à l'université libre de Varsovie. En 1925, fuyant des persécutions politiques, il entra à l'Institut de recherche sociale de Francfort sur invitation de son ancien professeur Carl Grünberg. Il quitta l'Allemagne dans les années 1930 puis y retourna en 1949 pour occuper le poste de professeur d'économie à l'université de Leipzig, en RDA.

## Œuvres traduites en français
- Marx, l'économie politique classique et le problème de la dynamique, préfacé par Paul Mattick, traduit de l'allemand par Charles Goldblum, éditions Champ libre, 1975.